# Одкровення (2011)
Одкровення (рос. «Откровение») — книга російської письменниці литовського походження Світлани де Роган-Левашової (1951 — 2010) з оригінальною версією подій щодо лицарів-тамлієрів, катарів, білого волхва Радомира та Марії Магдалини (СПб.: 2011 р.). Авторка була дружиною та соратницею академіка Миколи Левашова (з 1991), засновника і лідера Російського Громадського Руху «Відродження. Золоте століття».

## Діючі персонажі
- Відунка Ізідора
- Волхв Сівер
- Волхв Істень
- Марія Магдалина
- Волхв Радомир

## Опис
Світлана означає «Та, що несе світло». Дуже рідко трапляється так, що призначення людини, її справа та ім’я збігаються майже повністю, як у Світлани Левашової. Все її життя з самого раннього дитинства було пронизане прагненням до Світла, до Знання, до духовного розвитку. Сказати, що її доля незвичайна — значить нічого не сказати. З перших днів життя їй довелося пристосовуватися до того, що вона не така, як усі, до того, що вона може робити багато такого, що було незрозумілим і недоступним для оточуючих.
Зовсім ще маленькою Світлані довелося самостійно вивчати й опановувати свої здібності, вчитися контролювати та правильно використовувати їх. Вона рано пізнала гіркоту нерозуміння й недовіри, заздрощів і жорстокості, самотності й ненависті. Надзвичайні здібності, якими вона володіла з дитинства, виявилися незрозумілими і непотрібними для людей навколо неї...
Світлана описала лише кілька років свого дивовижного й абсолютно неповторного життя, але за ці короткі роки вона стала учасницею подій, про які більшість людей можуть тільки мріяти протягом тисяч і тисяч своїх втілень. Світлана доволі детально розповіла про своє життя в цей період — непросте життя обдарованої дитини, яку оточуючі не розуміли, боялися, а подекуди навіть ненавиділи.  
Вона першою цікаво, зрозуміло й доступно описала інші матеріальні рівні нашої планети — ефірний, астральний та ментальний. У народі це називають «той світ». Вона розповіла багато цікавого про мешканців цих рівнів, а також про деякі особливості та закони життя там… Чималий обсяг її книги займає вражаюча інформація про інших людей, яких їй пощастило зустріти та з якими вона мала змогу поспілкуватися. Світлана також детально описала справжню історію чудової людини — венеційської віщунки Ізідори, яку холоднокровно знищив римський папа Павло IV (Джованні П’єтро Караффа), що став понтифіком у травні 1555 року.